# Nippombashi (métro d'Osaka)
Nippombashi (日本橋駅, Nipponbashi-eki) est une station du métro d'Osaka sur les lignes Sakaisuji et Sennichimae dans l'arrondissement de Chūō à Osaka.

## Situation sur le réseau
La station Nippombashi est située au point kilométrique (PK) 4,9 de la ligne Sakaisuji, entre les stations Nagahoribashi et Ebisucho, et au PK 5,6 de la ligne Sennichimae, entre les stations Namba et Tanimachi 9-chome.

## Histoire
La station a été inaugurée le 6 décembre 1969.

## Services aux voyageurs

### Accès et accueil
La station est ouverte tous les jours.

### Desserte
- Ligne Sakaisuji :
  - voie 1 : direction Tengachaya
  - voie 2 : direction Tenjinbashisuji 6-chōme (interconnexion avec la ligne Hankyu Kyoto pour Kyoto-Kawaramachi ou la ligne Hankyu Senri pour Kita-senri)
- Ligne Sennichimae :
  - voie 1 : direction Minami-Tatsumi
  - voie 2 : direction Nodahanshin

Installations et desserte
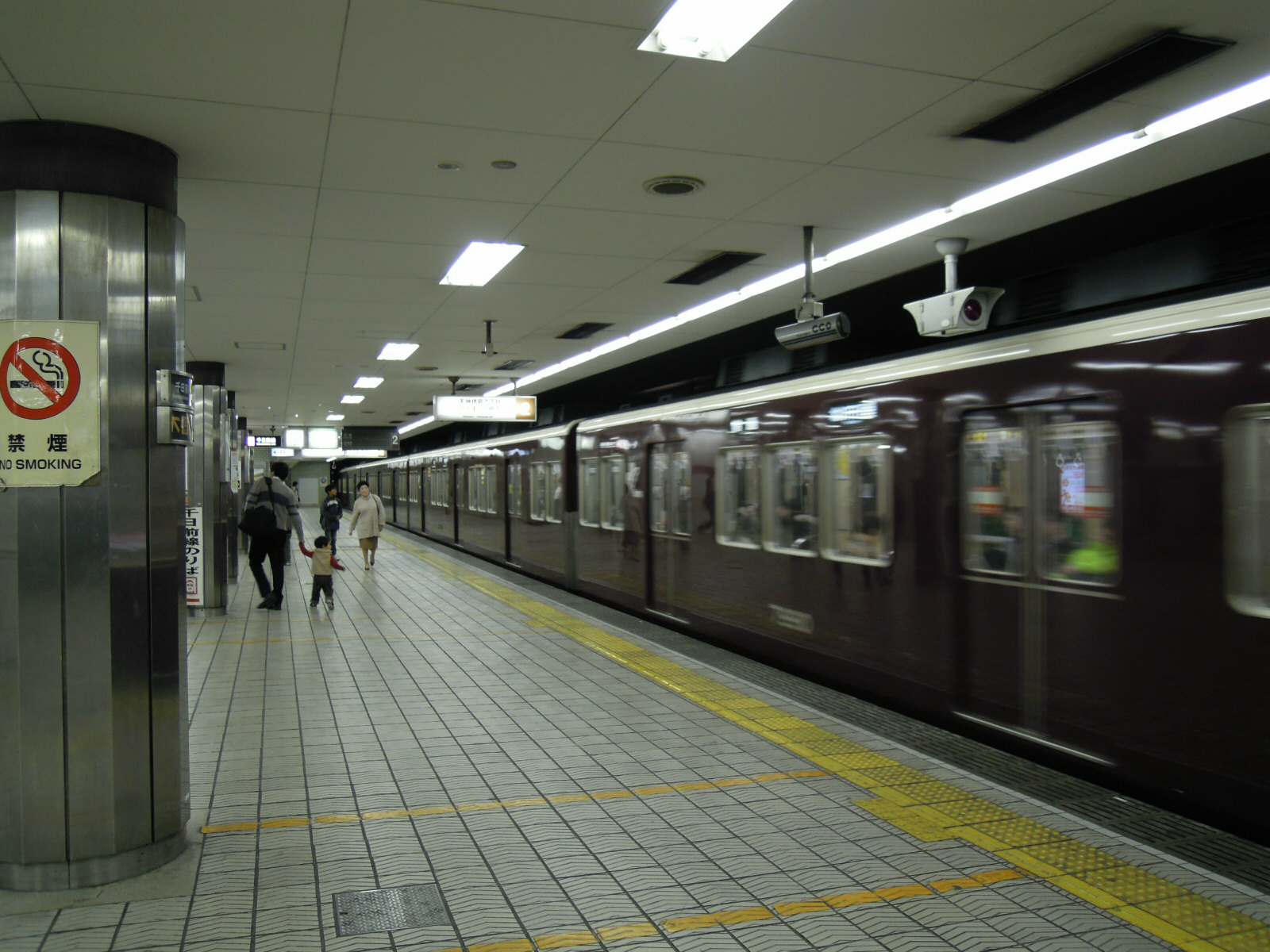
Quai de la ligne Sakaisuji
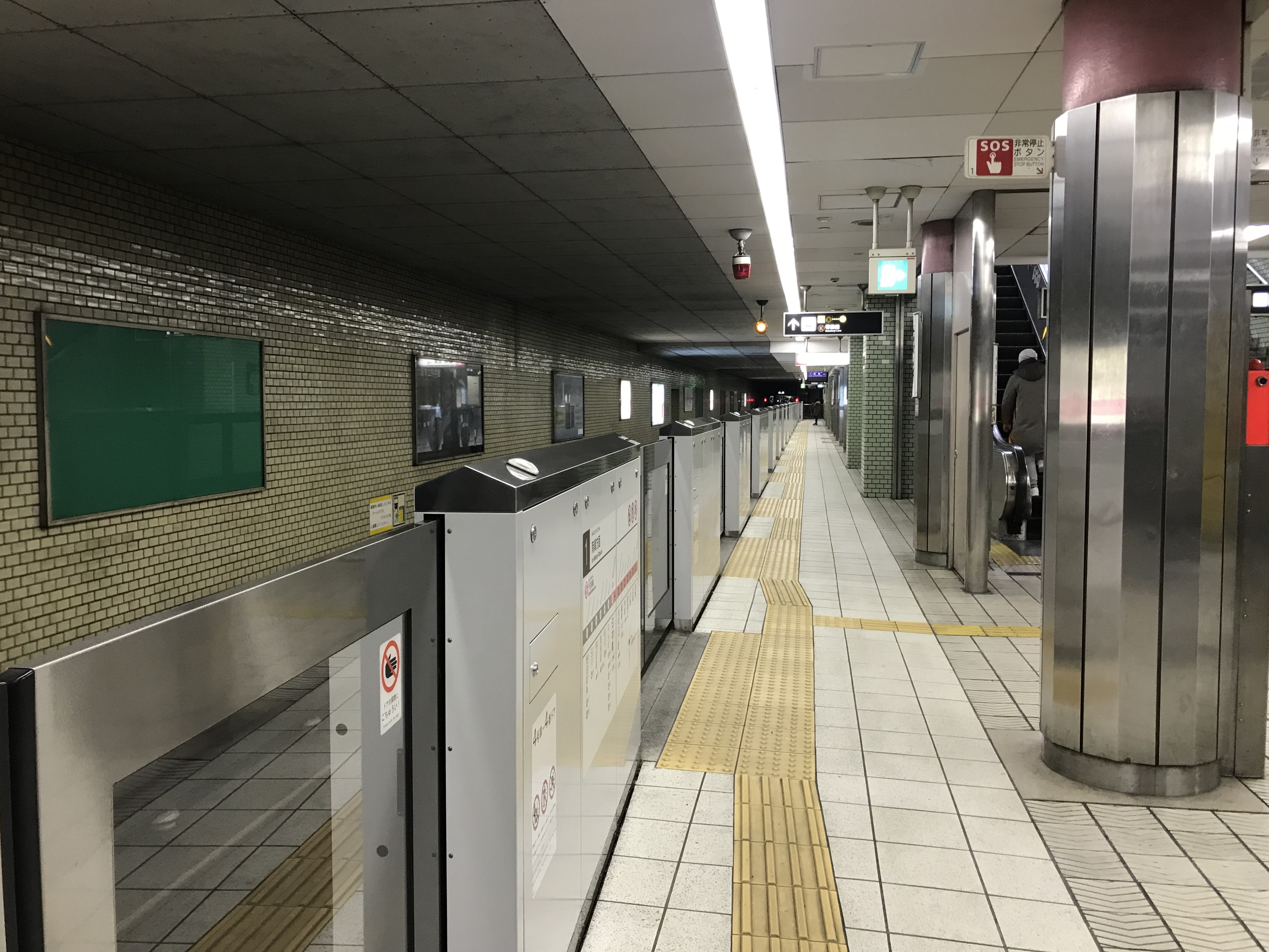
Quai de la ligne Sennichimae

### Intermodalité
La station est en correspondance avec la gare de Kintetsu-Nippombashi.

## Environs
- Nipponbashi et Denden Town (ja)
- Théâtre national de bunraku
- Dōtonbori